# Tomellana lineata
Espèce
Tomellana lineata est une espèce de mollusques gastéropodes.

## Répartition
- Afrique de l'ouest.

## Philatélie
Ce coquillage figure sur une émission de l'Angola de 1974 (valeur faciale : 40 $), ainsi que sur une émission de République de Guinée (valeur faciale : 2s).